# Monumento a la Memoria y la Verdad
El Monumento a la Memoria y la Verdad está localizado en la ciudad de San Salvador, El Salvador. Fue inaugurado el 6 de diciembre de 2003 y se encuentra en el interior del parque Cuscatlán. Consiste en un muro de 85 metros de largo, hecho de granito negro, que contiene los nombres grabados de al menos 25.000 víctimas de la Guerra Civil Salvadoreña.
La construcción tuvo su origen en el informe de la Comisión de la Verdad para El Salvador de 1993, como parte de las reparaciones morales a las víctimas del conflicto armado. Fue erigida a iniciativa del Comité Pro Monumento de las Víctimas Civiles de violaciones de Derechos Humanos que agrupaba a una decena de organizaciones no gubernamentales.  